# ファイリッチュ
ファイリッチュ (ドイツ語: Feilitzsch) は、ドイツ連邦共和国バイエルン州オーバーフランケン行政管区ホーフ郡に属する町村（以下、本項では便宜上「町」と記述する）でファイリッチュ行政共同体の本部所在地。この町は、ホーフ市の北約6km、アウトバーンA72（出口3 - ホーフ/テペン）およびA93（出口2 - ホーフ東）沿いのバイエルン・フォクトラントに位置する。

## 地理
この町は、バイエルン州 - ザクセン州 - テューリンゲン州の3州の境界に位置している。

### 自治体の構成
この町は、公式には9つの地区 (Ort) からなる。このうち孤立農場などを除く集落を以下に列記する。
- ファイリッチュ
- フォルスト
- ミュンヒェンロイト
- ショレンロイト
- ウンターハルトマンスロイト
- ツェットヴィッツ

## 歴史
ファイリッチュが初めて文献に登場するのは、1390年。ファイリッチュ男爵の所領は1792年にプロイセン王国のバイロイト侯領となり、ティルジットの和約によってフランス領となった後、1810年にバイエルン王国領になった。バイエルン王国の行政改革に伴う1818年の自治体令によって自治体としてのファイリッチュが誕生した。1978年に、それまで独立した自治体であったミュンヒェンロイト、ショレンロイト、ウンターハルトマンスロイトおよびツェドヴィッツが合併した。

### 人口推移
この地域の人口は、1970年に2,328人、1987年に2,307人、2000年に2,807人であった。

## 経済と社会基盤
2006年9月15日、ザクセン＝フランケン幹線鉄道がファイリッチュで再びつながった。33年以上を隔てて、プラウエンからホーフの区間では、新しい駅が再び建設された。

## 引用
1. ↑  https://www.statistikdaten.bayern.de/genesis/online?operation=result&code=12411-003r&leerzeilen=false&language=de Genesis-Online-Datenbank des Bayerischen Landesamtes für Statistik Tabelle 12411-003r Fortschreibung des Bevölkerungsstandes: Gemeinden, Stichtag (Einwohnerzahlen auf Grundlage des Zensus 2011)
2. ↑  Bayerische Landesbibliothek Online